# デビッド・オタンガ
デビッド・オタンガ（David Daniel Otunga、1980年4月7日 - ）は、アメリカ合衆国のプロレスラー。現在はWWEのRAWにて活動している。

## 来歴
ハーバード・ロー・スクールを卒業。2007年にVH1のリアリティ番組 "I Love New York" のシーズン2にパンクというニックネームで出演した。
2008年、WWEとディペロップメント契約。FCWにて厭味な弁護士ギミックであるドーソン・アレクサンダー（Dawson Alexander, Esq.）としてデビュー。
2010年、ECWが放送終了となり、新設された番組であるNXTのシーズン1にルーキーとして参加。リングネームを本名であるデビッド・オタンガと変更し、Rトゥルースをプロに迎え、準優勝を果たした。その後シーズン1のルーキーで結成されたネクサスの一員として暴れ回り、PPVのブラッギング・ライツにてジョン・シナとタッグを組んで、コーディ・ローデス & ドリュー・マッキンタイアからWWEタッグ王座を奪取した。しかし、その翌週のRAWにてリーダーであるウェイド・バレットから同じネクサスのメンバーであるジャスティン・ガブリエル & ヒース・スレイターにタッグ王座を渡すよう指示され、リング中央で横になり献上した。
この後からネクサスに対して不満を持ち始めて、11月5日にはバレットの許可なく自らがリーダーとなってスマックダウンに登場。序盤にエッジ、アルベルト・デル・リオを襲い、バックステージではレイ・ミステリオ、MVP、カヴァルをも袋叩きにするが、メイン戦のエッジ、コフィ・キングストン、ビッグ・ショー、デル・リオ、ケインとの10マン・タッグ・マッチに敗北してしまう。翌週のRAWではバレットがこの結果に激怒し、シナとの試合を組まれるがまたも敗北。追放の危機にあったが、11月12日に負ければネクサス追放が決まるエッジとのランバージャック戦でケインの援護もあって勝利し、追放は免れた。
2011年3月4日のRAWにてランディ・オートンにパントキックを決められ長期欠場するが、4月18日のRAWでパンク対オートン戦に乱入してオートンを袋叩きにして復帰。5月23日のRAWでマイケル・マクギリカティとともにケイン & ビッグ・ショー組を破ってWWEタッグ王座を獲得した。
ネクサス消滅後、マクギリカティとのタッグは継続していたが、8月22日のRAWでコフィ・キングストン & エヴァン・ボーン組に敗れて王座から陥落し、マクギリカティとのタッグを解消した。
マクギリカティとのタッグ解消後、RAWの臨時GMとなったジョン・ロウリネイティスの片腕（法律アドバイザーや顧問弁護士）となり、彼をサポートし、US王座戦に挑戦するなど恩恵を与えられたが、2012年6月にロウリネイティスが失脚すると同時に8月までに目立った出番を与えられなかった。
8月下旬、アルベルト・デル・リオを顧客にして行動を共にするようになる。デル・リオの抗争相手である世界王者のシェイマスのフィニッシャーであるブローグ・キックを使用禁止にするよう奔走し、成功しかけたが試合直前になってGMのブッカー・Tがキックを解禁。結局自身がブローグ・キックを受け、デル・リオも負けることになった。
デル・リオとシェイマスによる抗争後、新世界王者となったビッグ・ショーに着き、シェイマスの再戦を認めぬようにしようとしたがシェイマスに怯えたビッグ・ショー自身が訴えを取り下げ、またしてもシェイマスに蹴り飛ばされることになった。以降、映画への出演が決定したために出場機会は減少し、2013年にはRoyal Rumble 2013のロイヤルランブルマッチに9番目に登場するがシェイマスに落とされた。
その後もWWEでの、特にレスラーとしての出番はほとんど無く、10月に再びビッグ・ショーの弁護士として活動している様子が放送されている。2017年より、WWEのPPVにおけるアナリストを務めている。

## 私生活
2008年9月に映画『ドリームガールズ』のジェニファー・ハドソンと婚約。翌年8月には第一子（長男）が誕生しているが、2017年11月に破局。以降、子供の親権を巡って泥沼の争いに発展、決着は法廷に持ち込まれることとなった。

## 得意技
- バーディクト

フィニッシャー。変形チョークスラム。ウラジミール・コズロフが使用しているアイアン・カーテンと同型技。
- グラウンド・ヘッドロック
- フロントネックロック
- スクープスラム
- フラップジャック

## 獲得タイトル
WWE
- NXT : シーズン1準優勝
- WWEタッグ王座 : 2回

w / ジョン・シナ
w / マイケル・マクギリカティ

## 入場曲
- We Are One (12 Stones)
- Death Blow
- All About The Power - 現在使用中

## 映画出演
- ザ・コール 緊急通報指令室 The Call (2013)